# Diphyllarium mekongense
Diphyllarium es un género monotípico de plantas con flores  perteneciente a la familia Fabaceae. Su única especie: Diphyllarium mekongense, es originaria de Indochina.

## Taxonomía
Diphyllarium mekongense fue descrita por François Gagnepain y publicado en Notulae Systematicae. Herbier du Museum de Paris 3: 184. 1915.